# Љубомир Димитријевић
Љубомир Димитријевић (1952) српски је музичар и универзитетски професор. Поред модерне флауте свира двадесетак старих средњовековних, ренесансних и барокних дувачких инструмената, као и све дувачке народне инструменте.

## Биографија
Дипломирао је на Музичкој академији у Београду 1973. године у класи проф. Јакова Срејовића. Код истог професора завршио је и постдипломске студије 1976. године.
Концертном делатношћу се бави од 1972. године.
Од 1973. године ради као професор флауте у средњој музичкој школи "Јосип Славенски". Извео је из своје класе шездесет флаутиста, а преко четрдесет их је положило пријемни испит на разним музичким факултетима код нас и у иностранству.
Аутор је уџбеника „Школа за флауту” за наставу флауте у основној музичкој школи
Један је од оснивача ансамбла „Ренесанс” 1968. године и „Ars nova” 1985. године.
Члан је и ансамбла „Балканика”.
Оснивач је фестивала флауте под називом „Флаута увек и свуда”, који се од 1994. године одржава у Београду.

## Награде
- Диплома на Такмичењу младих музичких уметника Југославије (1980)
- Повеља Музичке омладине Србије (1989)